# Bobrowo (Dolina Gwdy)
Bobrowo – jezioro w województwie wielkopolskim, w powiecie pilskim, w gminie Kaczory, leżące w Dolinie Gwdy.

## Charakterystyka
Jezioro położone jest około 2 km na południe od Śmiłowa. Jezioro składa się z dwóch części połączonych rowem.

## Dane morfometryczne
Powierzchnia zwierciadła wody według różnych źródeł wynosi od 15,0 ha do 22,89 ha.
Zwierciadło wody położone jest na wysokości 76,0 m n.p.m..

## Hydronimia
Według urzędowego spisu opracowanego przez Komisję Nazw Miejscowości i Obiektów Fizjograficznych (KNMiOF) nazwa tego jeziora to Bobrowo. W różnych publikacjach jezioro to występuje pod nazwą Jachna.